# Roni Haver

Portret van Roni Haver, gefotografeerd door Martijn Halie.

Roni Haver (1972) is een choreografe en artistiek leider van internationaal dansgezelschap Club Guy & Roni. Roni Haver heeft met Guy Weizman het internationaal hedendaagse dansgezelschap Club Guy & Roni opgericht. Zij vormen samen met NITE (Nationaal Interdisciplinair Theater Ensemble) een interdisciplinair theater ensemble.
Haver heeft een Syrische vader en een Joods-Duitse moeder.

## Dansloopbaan
Aanvankelijk werkte Roni Haver aan een sportcarrière als turnster totdat haar ouders haar naar dansles stuurden. Daarna danste ze bij verschillende gezelschappen bij Ultima Vez in Brussel (Wim Vandekeybus), Lanonima Imperial in Barcelona (Juan Carlos Garcia), en Galili Dance in Amsterdam en Groningen (Itzik Galili).
In 2002 richtte zij samen met haar partner Guy Weizman het internationale dansgezelschap Club Guy & Roni op in Groningen. Met hun gezelschap maken ze eigenzinnig en explosief danstheater waarbij samenwerking wordt gezocht met kunstenaars uit andere disciplines, zoals theatermakers, componisten en videokunstenaars.
Op 23 maart 2023 werd zij benoemd tot lid van de Akademie van Kunsten.

## Prijzen en nominaties
Haver is genomineerd voor diverse prijzen zoals in 2005 voor haar rol in 'Myrrh and Cinnamon' (De Zwaan beste dansprestatie) en in 2001 voor haar rol in 'Albert and Panja' (Theaterdansprijs). Daarnaast werd in 2011 haar voorstelling 'Alpha Boys' genomineerd (De Zwaan beste dansprestatie). In 2013 volgden twee prijzen; voor 'l'Histoire du Soldat' (Golden Mask Award, Rusland) en voor 'Midnight Rising' (de Zwaan meest indrukwekkende dansproductie).

## Choreograaf / Dans
- 2005: Language of Walls
- 2006: Welcome to Soledad, coproductie met Noord Nederlands Toneel
- 2006: All is Well
- 2007: Bowlers Heaven, Scapino Ballet Rotterdam
- 2007: Myrrh and Cinnamon
- 2008: The last Chaos Piece, coproductie met Noord Nederlands Toneel
- 2008: Poetic Disasters
- 2009: Pinball and Grace
- 2009: Heelhuids & Halsoverkop, coproductie met Noord Nederlands Toneel
- 2011: Miraculous Wednesday, coproductie met Oldenburgisches Staatstheater (D)
- 2012: Messiaen 1.0
- 2012: Midnight Rising, met de Israëlische singer-songwriter Ehud Banai
- 2013: L’Histoire du Soldat, met muzikanten bij Lunapark
- 2013: Naked Lunch, met Slagwerk Den Haag and vocalisten bij Silbersee
- 2014: Grande Finale, Oldenburgisches Staatstheater
- 2014: Niemandsland, De Steeg
- 2014: Voor Eeuwig, coproductie met Noord Nederlands Toneel
- 2014: My Private Odyssey, coproductie met tanzmainz / Staatstheater Mainz (D) en muzikanten Tomoko Mukaiyama, Monica Germino en Anne LaBerge
- 2015: Mechanical Ecstasy, met muzikanten van Slagwerk Den Haag, muziekcompositie van Jan-Bas Bollen en Thijs de Vlieger (NOISIA)
- 2015: Phobia, coproductie met EN-KNAP (SI) en Slagwerk Den Haag
- 2015: Snow White, coproductie met Noord Nederlands Toneel
- 2016: Happiness, coproductie met Slagwerk Den Haag
- 2017: Carrousel, coproductie met Noord Nederlands Toneel, Asko|Schönbergs K[h]AOS
- 2018: Salam, coproductie met Noord Nederlands Toneel, Asko❘Schönberg
- 2018: Conference of the Birds, coproductie met Noord Nederlands Toneel
- 2018: Tetris Mon Amour, coproductie met Slagwerk Den Haag, muziek bij Thijs de Vlieger (NOISIA)
- 2019: Brave New World 2.0, coproductie met Noord Nederlands Toneel, Asko❘Schönberg en Slagwerk Den Haag
- 2019: Love, coproductie met Göteborgs Operans Danskompani, Slagwerk Den Haag en Asko❘Schönberg
- 2020: Mechanical Ecstasy, coproductie met Slagwerk Den Haag
- 2020: Before/After, coproductie met Noord Nederlands Toneel, Asko❘Schönberg en Slagwerk Den Haag
- 2020: Swan Lake, co-productie met Slagwerk Den Haag, Tomoko Mukaiyama Foundation[5]
- 2021: Freedom, coproductie Slagwerk Den Haag
- 2022: The Underground, coproductie Noord Nederlands Toneel, Club Guy & Roni, Slagwerk Den Haag en Asko❘Schönberg
- 2022: Fortune, coproductie Navdhara India Dance Theatre en Slagwerk Den Haag
- 2023: Yara's Wedding, coproductie Noord Nederlands Toneel, Club Guy & Roni, Slagwerk Den Haag, Asko❘Schönberg, en Schauspiel Hannover
- 2024: Faith, coproductie Club Guy & Roni, HIIIT en Cie 2K_Far
- 2025: Nachtwacht, coproductie NITE, Club Guy & Roni, HIIIT, Asko|Schönberg en NKK NXT

## Choreograaf in opdracht
- 1999: In Remains – Galili Dance (NL)
- 2007: Bowler's Heaven – Scapino Ballet (NL)
- 2009: When Clarity Visits – Carte Blanche, Bergen (NO)
- 2010: Air Ways – Staatstheater Oldenburg (D)
- 2011: L'Histoire du Soldat – Tsekh Contemporary Dance Centre, Moscow (RU)
- 2013: Mama I'm Coming Home – Göteborg Opera (SE)
- 2013: Romeo et Juliette – Staatstheater Oldenburg (D)
- 2014: OpArt – Theatre Ballet Moscow (RU)
- 2014: Finale Grande – Staatstheater Oldenburg (D)
- 2015: De Twaalf Gezworenen – Noord Nederlands Toneel (NL)[5]